# ألفا روميو جوليتا
ألفا روميو جوليتا  (بالإنجليزية: Alfa Romeo Giulietta) هي سيارة يتم تصنيعها حاليا من قبل شركة ألفا روميو للسيارات الإيطالية.